# Moonshine Bandits
Moonshine Bandits is een Amerikaanse country rapband, bestaande uit Dusty 'Tex' Dahlgren en Brett 'Bird' Brooks. Het duo is in 2003 in Californië opgericht en heeft een aantal albums uitgebracht, waarvan The Whiskey Never Dries in augustus 2019 de meest recente is.

## Geschiedenis
Het duo werd in 2003 opgericht in Californië en bracht hun debuutalbum Soggy Crackerz uit. Ze ontmoetten Ty Weathers, de oprichter van Burn County Music, die nauw bleef samenwerken om de meerderheid van het Moonshine Bandits Blue Core/Dirt Rock-geluid te ondersteunen. Soggy Crackerz werd gevolgd door Prohibition in 2006 en Divebars en Truckstops in 2010.
Moonshine Bandits tekende bij Suburban Noize Records voor het uitbrengen van hun vierde album Whiskey and Women in 2011. De videoclip voor My Kind of Country ging in première bij CMT Pure Country in februari 2012 met een speciaal optreden van Mike Allsup (The Beard Guy die gitaar speelt) uit Modesto (Californië). In 2014 werkten ze samen met Average Joes Entertainment voor hun vijfde album Calicountry, dat 3.000 exemplaren verkocht in de eerste week van uitgave en binnen kwam op #22 in de Billboard Top Country Albums hitlijst en #126 in de Billboard 200. Hun zesde album Blacked Out, waarvan 4.000 exemplaren werden verkocht in zijn debuutweek, werd uitgebracht in juli 2015 en kwam binnen op #158 in de Billboard 200, #13 in de Top Country Albums hitlijst en #10 in de Top Rap Albums hitlijst.

## Discografie

### Singles
- 2014:	Throwdown (met The Lacs)
- 2015:	Outback (met The Lacs & Durwood Black)
- 2017:	Take This Job (met David Allan Coe)

### Ep's
- 2014: Rebels on the Run (Backroad Records)

### Albums
- 2003: Soggy Crackerz (JLM Entertainment)
- 2006: Prohibition (IMN Records)
- 2010: Divebars and Truckstops (MSB Entertainment)
- 2011: Whiskey and Women (Suburban Noize Records)
- 2014: Calicountry (Backroad Records)
- 2015: Blacked Out (Backroad Records)
- 2017: Baptized in Bourbon (Backroad Records)
- 2018: Gold Rush (MSB Entertainment)
- 2019: The Whiskey Never Dries (MSB Entertainment)

### Muziekvideo's
- 2011:	Get Loose
- 2011: For the Outlawz (met Colt Ford en Big B)
- 2012:	My Kind of Country
- 2012: Super Goggles
- 2012: Dive Bar Beauty Queen
- 2014:	California Country
- 2014: Throwdown (met The Lacs)
- 2014: We All Country (met Colt Ford, Sarah Ross en Demun Jones)
- 2015:	Outback (extended remix) (met Durwood Black, Redneck Souljers, Bubba Sparxxx, Demun Jones, The Lacs, D. Thrash, Moccasin Creek en Lenny Cooper)
- 2016: Dead Man's Hand
- 2017:	Take This Job (met David Allan Coe)
- 2017: I'm A HellRazor
- 2018:	Buried As An Outlaw
- 2018: Rebel Red Hot